# هنري رولين
هنري لويس ڤيكتور رولين (بالفرنسية: Henri Rollin)‏ ولد 9 نوفمبر 1885 بسان مالو وتوفى في أبريل 1955، كان ضابط بالمخابرات السرية الفرنسية، وكان أيضاً كاتباً ومؤرخاً. وكان ناشطاً ضدالسامية وكان أول من سلط الضوء على اكذوبة بروتوكولات حكماء صهيون 